# Sosnà
El Sosnà (en rus Сосна) és un riu que passa per la part meridional de la Rússia europea, per les províncies d'Oriol i de Lípetsk. És un dels afluents del Don en el curs alt. Té una llargària de 296 km i ocupa una superfície de 17.400 km².

## Geografia
El riu Sosnà neix a la part meridional de l'óblast d'Oriol, molt a prop de Provovoskoie, a 65 km al sud-oest d'Oriol. En ell hi desemboquen els rius Tim, Liubovsa i Ksien. Passa també per les ciutats de Livni i d'Upenskoie.